# (179806) 2002 TD66
2002 تي دي 66 (ويعرف أيضًا باسم (179806) 2002 تي دي 66 وفق تسمية الكوكب الصغير) (بالإنجليزية: 2002 TD66)‏ هو كويكب ضمن حزام الكويكبات؛ وترتيبه 179806 من حيث الاكتشاف.
اكتُشف هذا الجُرم الفلكي بواسطة بحث لنكولن عن الكويكبات القريبة من الأرض في 5 أكتوبر 2002.

## وصلات خارجية
- (179806) 2002 TD66 في قاعدة بيانات مختبر الدفع النفاث لأجرام النظام الشمسي الصغيرة

- الاكتشاف · مخطط المدار ·  العناصر المدارية · المعلمات المادية

- (179806) 2002 TD66 على موقع ويكي سكاي: DSS2, SDSS, GALEX, IRAS, Hydrogen α, X-Ray, Astrophoto, Sky Map, Articles and images